# L'Os à moelle (Bruxelles)
 (août 2025).
Si vous disposez d'ouvrages ou d'articles de référence ou si vous connaissez des sites web de qualité traitant du thème abordé ici, merci de compléter l'article en donnant les références utiles à sa vérifiabilité et en les liant à la section « Notes et références ».
Pour les articles homonymes, voir L'Os à moelle.
Résidence
L'Os à Moelle est un café-théâtre bruxellois fondé en 1960, ce qui en fait le plus ancien cabaret bruxellois encore en activité. Parmi les créateurs, on retrouve Jo Dekmine, futur directeur du théâtre 140.

## Galerie de photos

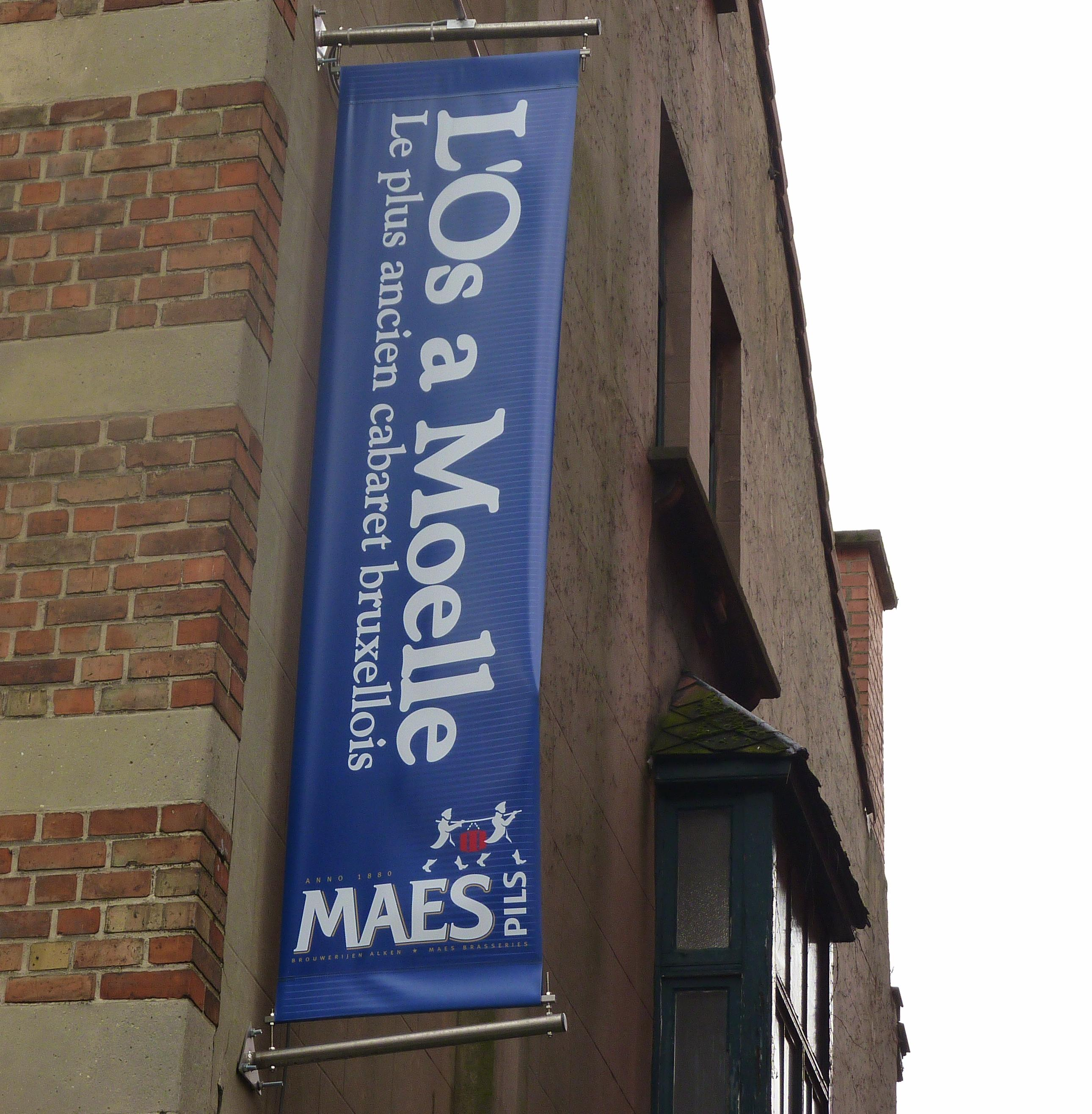
L'enseigne
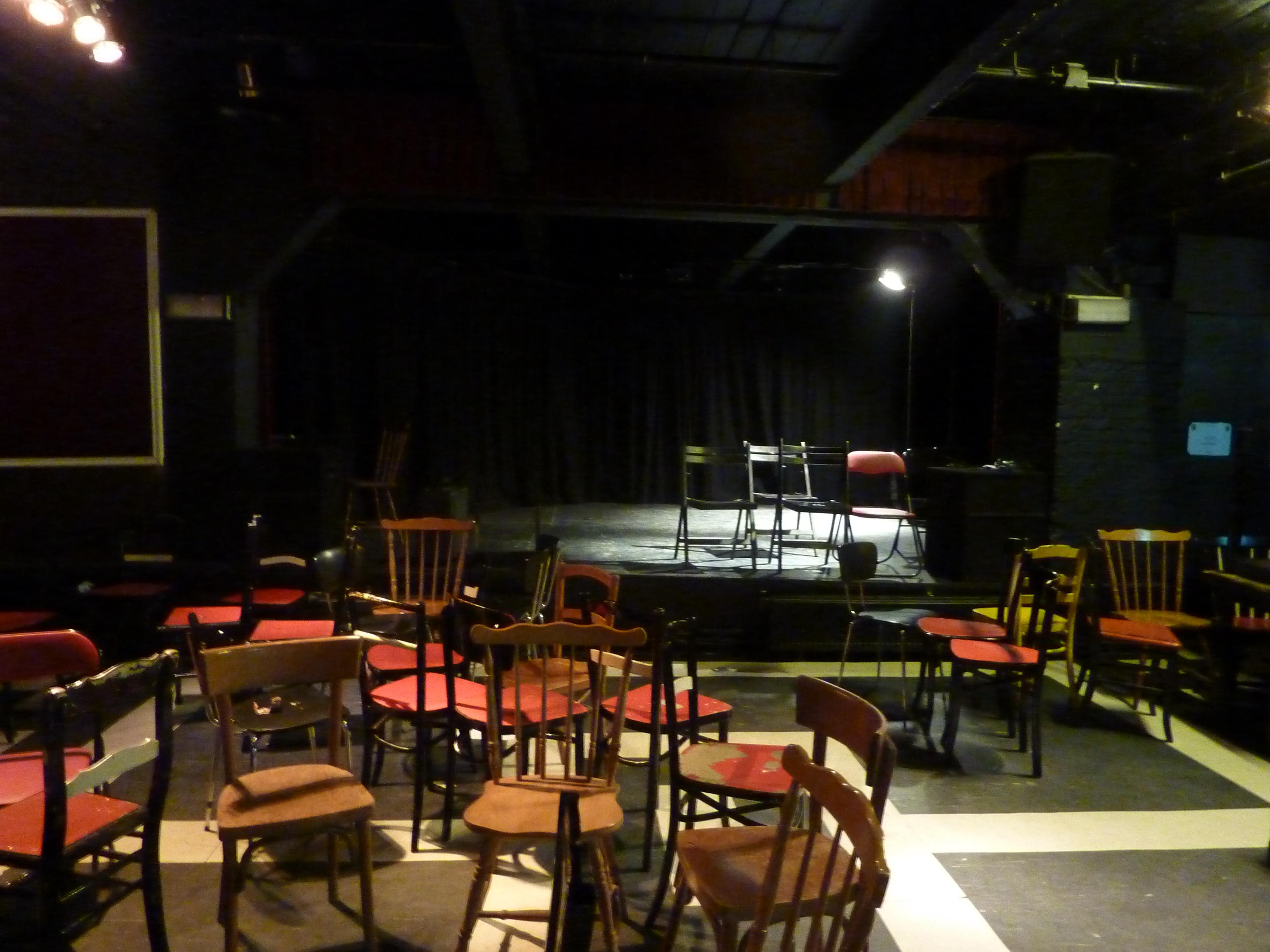
La scène
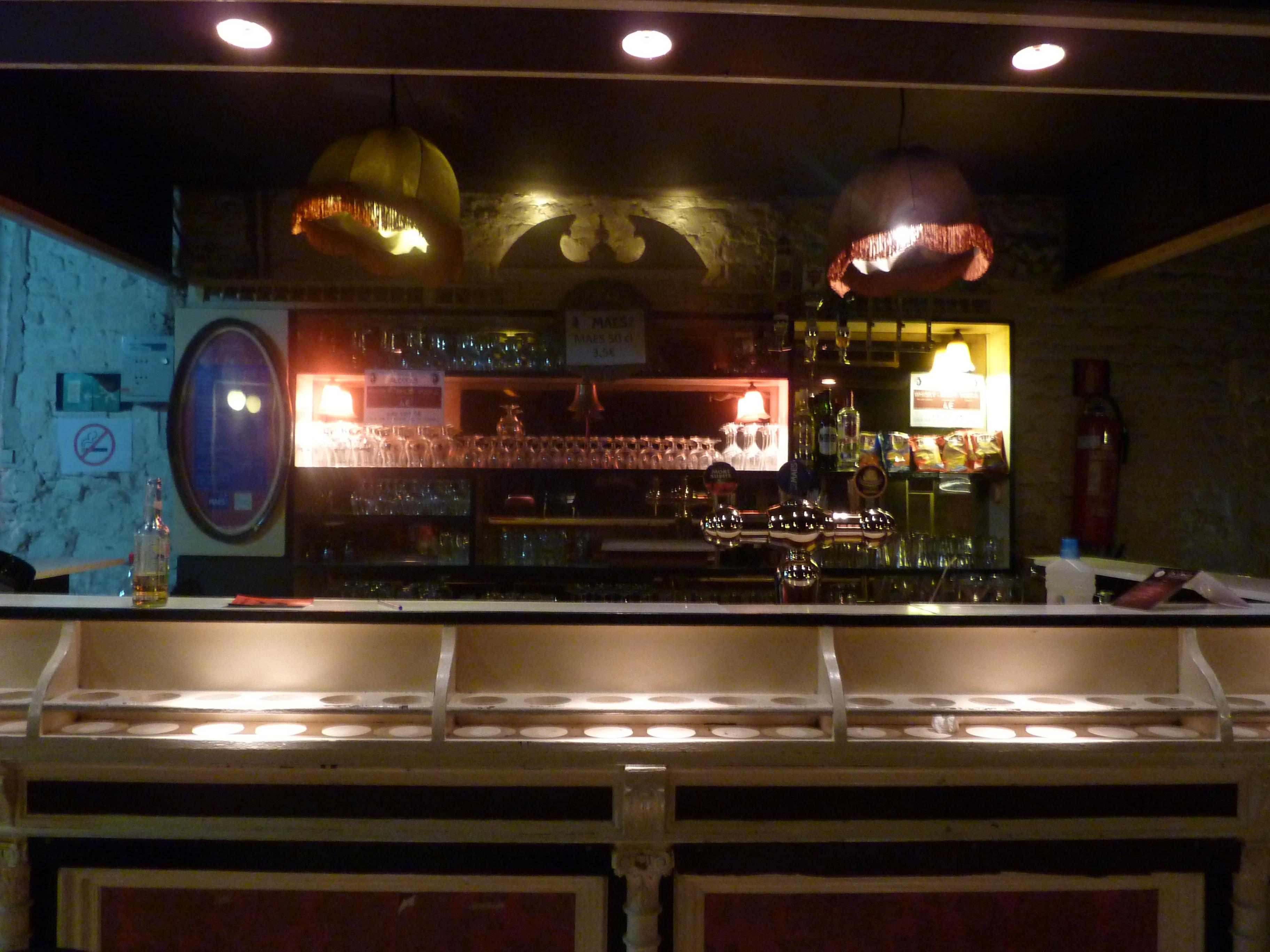
Le bar
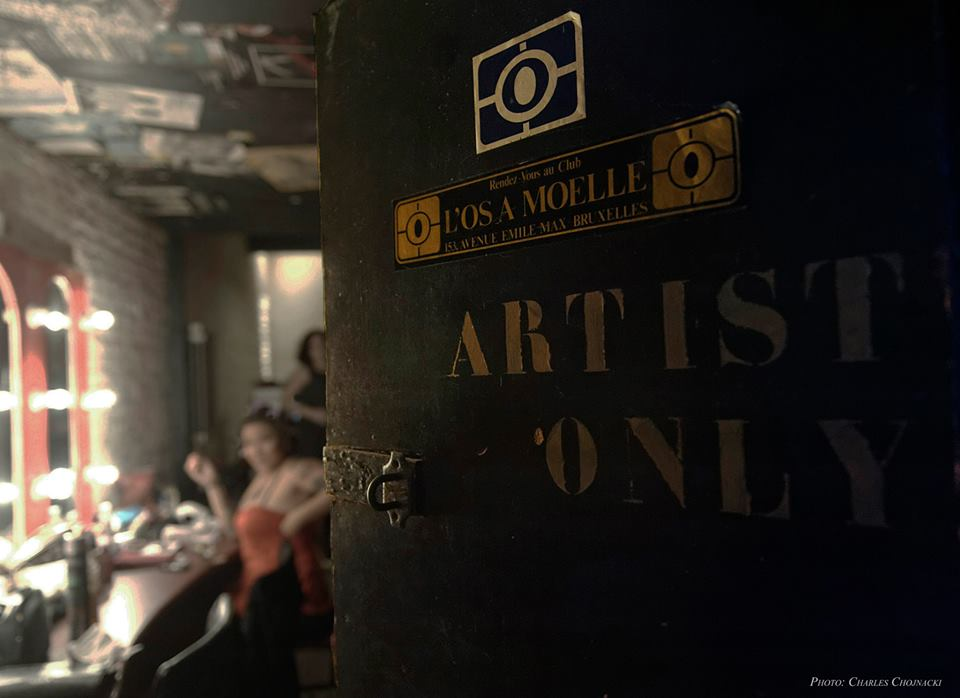
La loge des artistes